# Atlas Weekend 2019

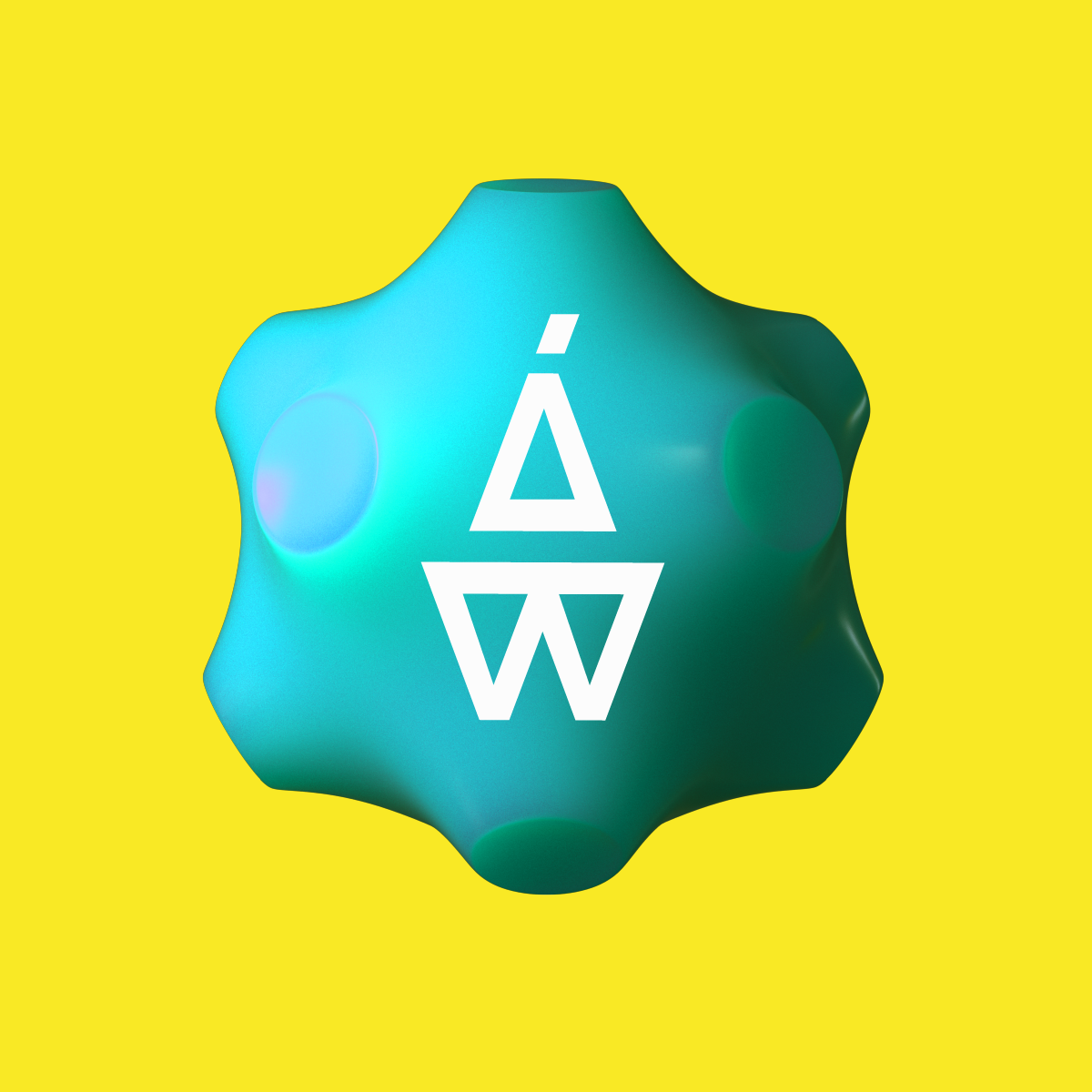

Фестиваль Atlas Weekend 2019 відбувся з 9 по 14 липня 2019 року у Києві на ВДНГ. У перший день фестиваль відвідало 154 000 людей, а за всі дні — 538 000.

## Лайн-ап
Хедлайнерами фестивалю стали Софія Ротару, Mozgi, The Black Eyed Peas,  The Chainsmokers, Сплин, A$AP Ferg та Ліам Галлахер.
Том Оде́лл, що мав бути на попередньому фестивалі, виступив 10 липня на West Stage.

### Відміни
Репер A$AP Rocky мав виступати на фестивалі 13 липня, але через його арешт за бійку у Стокгольмі виступ було скасовано.

### Розклад
| Main Stage | | | | | |
| 9 липня | 10 липня | 11 липня | 12 липня | 13 липня | 14 липня |
| 15:02 — 15:12 Sonya Kay 15:14 — 15:28 Ivan Navi 15:28 — 15:40 Мята 15:42 — 15:52 TamerlanAlena 15:54 — 16:04 Rumbero's 16:06 — 16:16 DSIDE BAND 16:18 — 16:34 Оля Цибульська 16:36 — 16:50 Дорош 16:52 — 17:08 LAUD 17:10 — 17:20 Kyivstoner 17:22 — 17:34 DILEMMA 17:36 — 18:06 Злата Огневич 18:08 — 18:18 АГОНЬ 18:20 — 18:32 Артем Пивоваров 18:34 — 18:46 Віталій Козловський 18:48 — 18:58 Бамбинтон 19:00 — 19:26 Alyosha 19:28 — 19:40 NIKITA LOMAKIN 19:42 — 20:20 Alekseev 20:22 — 20:52 NK 20:54 — 21:24 БЕZ ОБМЕЖЕНЬ 21:26 — 21:46 Павло Зібров 21:48 — 22:18 DZIDZIO 22:20 — 23:00 Софія Ротару 23:00 — 23:30 Mozgi | 17:00 — 17:45 Mélovin 18:30 — 18:55 Netta 20:00 — 21:00 Little Big 22:15 — 23:45 Black Eyed Peas                         | 17:00 — 17:45 DA CANDY 18:15 — 19:15 Matoma 20:00 — 21:00 Chase & Status 22:15 — 23:45 The Chainsmokers                                            | 17:00 — 17:45 Green Grey 18:15 — 19:15 Арсен Мірзоян 20:00 — 21:00 Сергій Бабкін 22:15 — 23:45 Сплин                        | 17:15 — 17:45 KAEF 18:00 — 18:45 Yarmak 19:30 — 20:30 ЛСП 22:45 — 23:45 A$AP Ferg                                                            | 17:00 — 17:45 Bahroma 18:15 — 19:15 Друга Ріка 20:00 — 21:00 The Hardkiss 22:15 — 23:45 Ліам Галлахер                                              |
| West Stage | | | | | |
| 9 липня | 10 липня | 11 липня | 12 липня | 13 липня | 14 липня |
| 15:30 — 16:00 Nravitsa Planet 16:30 — 17:15 Letay 17:45 — 18:30 Epolets 19.00 — 20.00 Скай 21:00 — 22:30 Onuka | 15:30 — 16:00 Akine 16:30 — 17:15 The Elephants 17:45 — 18:30 Latexfauna 19:00 — 20:00 Jamala 21:00 — 22:30 Том Оделл    | 15:30 — 16:00 INGRET 16:30 — 17:15 Kadnay 17:45 — 18:30 Emika 19:00 — 20:00 Pianorave 21:00 — 22:30 The Vaccines                                   | 15:30 — 16:00 Atomic Simao 16:30 — 17:15 Sasha Boole 17:45 — 18:30 Laud 19:00 — 20:00 Monarchy 21:00 — 22:30 Один в каное   | 15:30 — 16:00 echo machine 16:30 — 17:15 Лера Яскевич 17:45 — 18:30 Brazzaville 19:00 — 20:00 Монеточка 21:00 — 22:30 Hooverphonic           | 15:30 — 16:00 City of Pines 16:30 — 17:15 TVORCHI 17:45 — 18:30 Chelou 19:00 — 20:00 Hælos 21:00 — 22:30 Майкл Ківанука                            |
| East Stage | | | | | |
| 9 липня | 10 липня | 11 липня | 12 липня | 13 липня | 14 липня |
| 15:30 — 16:00 VS 16:30 — 17:15 Nereis 17:45 — 18:30 Trank 19:00 — 20:00 Karna 21:00 — 22:30 O.Torvald | 15:30 — 16:00 Scream Inc. 16:30 — 17:15 Stoned Jesus 17:45 — 18:30 Health 19:00 — 20:00 Tesseract 21:00 — 22:30 Skindred | 15:30 — 16:00 Станция Мир 16:30 — 17:15 Sinoptik 17:45 — 18:30 Тараканы! 19;00 — 20;00 Френк Аїро 21:00 — 22:30 Drowning Pool                      | 15:30 — 16:00 Fontaliza 16:30 — 17:15 Detach 17:45 — 18:30 Скрябін і Юркеш 19:00 — 20:00 Ляпіс-98 21:00 — 22:30 Korpiklaani | 15:30 — 16:00 Space of Variations 16:30 — 17:15 Rage for Order 17:45 — 18:30 Black Peaks 19:00 — 20:00 Adept 21:00 — 22:15 Our Last Night    | 15:30 — 16:00 Velikhan 16:30 — 17:15 Megaherz 17:45 — 18:30 Jinjer 19:00 — 20:00 Порнофильмы 21:00 — 22:15 The Subways                             |
| North Stage | | | | | |
| 9 липня | 10 липня | 11 липня | 12 липня | 13 липня | 14 липня |
| 15:15 — 15:45 Yeyo 16:15 — 16:45 KHAYAT 17:15 — 18:00 Lolita Kox 18:30 — 19:15 [O] 20:00 — 21:00 Warhola 22:00 — 23:30 Yuko | 16:15 — 16:45 NIZKIZ 17:15 — 18:00 Dog eats dog 18:30 — 19:15 MadeinTYO 20:00 — 21:00 5'nizza 22:00 — 23:30 Dub FX       | 15:15 — 15:45 Foodji Music 16:15 — 16:45 GIGA1 17:15 — 18:00 Курган і Agregat 18:30 — 19:15 Shahmen 20:00 — 21:00 Качевники 22:00 — 23:30 Everlast | 16:15 — 16:45 Фіолет 17:15 — 18:00 АИГЕЛ 18:30 — 19:15 Вагоновожатые 20:00 — 21:00 Télépopmusik 22:00 — 23:30 Unkle         | 15:15 — 15:45 INDT 16:15 — 16:45 Wawewalkrs 17:15 — 18:00 Tohka 18:30 — 19:15 Alina Pash 20:30 — 21:20 Пошлая Молли 21:50 — 23:00 Tommy Cash | 15:15 — 15:45 Fo Sho 16:15 — 16:45 Freel 17:15 — 18:00 Mavi Phoenix 18:30 — 19:15 Kyivstoner 20:00 — 21:00 alyona alyona 22:00 — 23:00 Bhad Bhabie |